# Zostyák András
Zostyák András (Ondrej Zošťák; Medzibrogy, 1886. május 9. – Rózsahegy, 1943. április) Léva polgármestere, járási elöljáró, helyettes zsupán.

## Élete
Apja Zostyák András, Árva vármegyei római katolikus iskolaigazgató volt. 1906-ban érettségizett az iglói evangélikus főgimnáziumban. 1907-ben az eperjesi jogakadémia hallgatója volt, majd Kolozsvárott végzett jogot. Rövid ideig egy lévai ügyvédi irodában is dolgozott. Az első világháborúban zászlósként szolgált. 
1919. februárjában mint főszolgabíró járt Garamszentkereszten. A csehszlovák államfordulat után, 1919. március 26-án Léva kinevezett polgármestere lett, de csehellenes magatartású volt. A csehszlovák közigazgatási reform után, Lévát lefokozták, őt pedig járási elöljáróvá nevezték ki. A helyi magyarság szimpátiáját is elnyerte. 1936-ban támogatta a lévai gyöngyösbokréta megrendezését, s támogatta felettes hatósága előtt a János vitéz szabadtéri előadását is. Utóbbi rendezvény rendjéért maga vállalt felelősséget, s 1938 nyarán a helyi magyarok szervezése mellett 40 ezer felvidéki magyar vett részt e kulturális eseményen.
A katonai mozgósítás idején a "nácselnik" a cseh katonai városparancsnok, Josef Šebesta alezredes hatalmi jogköre alá került, de nem engedte a lévai internált magyarokat máshova vitetni. A gerinces magyarokban jobban megbízott. Rózsahegyen helyezték örök nyugalomra.
Szlovákia önállósulását követően tátrai alispán (podžupan) lett.

## Elismerései
- 1934 A lévai járási tűzoltóság fejlesztéséért érem és díszoklevél[5]